# Ступино (Галичский район)
Ступино — деревня в Берёзовском сельском поселении Галичского района Костромской области России. 

## География
Деревня расположена у реки Ноля.

## История
Согласно Спискам населенных мест Российской империи в 1872 году деревня относилась к 2 стану Солигаличского уезда Костромской губернии. В ней числилось 4 двора, проживало 4 мужчины и 8 женщин.
Согласно переписи населения 1897 года в деревне проживало 26 человек (10 мужчин и 16 женщин).
Согласно Списку населенных мест Костромской губернии в 1907 году деревня относилась к Нольско-Березовской волости Солигаличского уезда Костромской губернии. По сведениям волостного правления за 1907 год в ней числилось 7 крестьянских дворов и 36 жителей.
До муниципальной реформы 2010 года деревня также входила в состав Березовского сельского поселения. По состоянию на 1 января 2014 года в деревне числилось 1 хозяйство и 2 жителей.